# 山田恵里伽
山田 恵里伽（やまだ えりか、1995年〈平成7年〉12月26日 - ）は、日本の元アイドル、元女優。女性アイドルグループ・SKE48の元メンバー。
岐阜県出身。

## 略歴
- 2009年11月13日、SKE48第3期生オーディションに合格し、研究生となる。SKE48在籍時のキャッチ・コピーは「行け行けえりか！うてうてえりか！まだまだ出せるよえりかの力、えりかスマーッシュ！」[1][2]。
- 2012年3月8日、SKE48からの卒業を発表[3]。同年5月26日に開催された『片想いFinally』全国握手会をもって、SKE48としての活動を終了。
- 2015年2月13日、株式会社PKPに所属[1]。同年、映画「にっちもさっちも」に出演（同事務所の今出舞が主演[4]）。
- 2016年、映画「にっちもさっちも」の続編「パーポーピーポー」 に主演。[5]
- 2016年10月、「BEST BODY JAPAN」岡山大会に出場してグランプリ(優勝)を獲得[6]。同年11月27日の日本大会に進出し、5位となった[7]。
- 2017年7月23日、自身のTwitterで現在は尾関昌也 Project レーベル (株) Bassarat BRAVO'NOにてアーティスト専属契約、(株) PKPにて業務提携[注 1]をしていることを報告[8]。
- 2018年8月1日、4人組女性パフォーマンスユニット「1 1/4（OneQuarter）」のメンバー「ERIKA」として活動開始。[9]
- 2021年8月、芸能活動から引退していたことをSNSで報告。同年9月、個人名義でのTikTokを開設。

## 人物
- 愛称は、えりすま、えりちゃん、やまえり。
- 趣味は、カラオケ、ショッピング、DVD鑑賞、麻雀、自撮り。
- 好きな食べ物は、にんにく、朝鮮料理、焼うどん、デザート。
- 特技は、HIPHOPダンス、ウィンク、毎日違う服を着る[1]。
- 映画「にっちもさっちも」のために書き下ろされた主題歌「ドリームシューター」を、SKE48出身の若林倫香と2人で結成されたユニット「ツースリー」として歌っている[4]。

## SKE48在籍時の参加楽曲

### シングルCD選抜曲
SKE48名義
- 「青空片想い」に収録
  - バンジー宣言 – 「チームB.L.T.」名義
- 「ごめんね、SUMMER」に収録
  - 少女は真夏に何をする? - 「アンダーガールズA」名義
- 1!2!3!4! ヨロシク!
  - コスモスの記憶 - 「白組」名義
  - そばにいさせて
- 「バンザイVenus」に収録
  - 卒業式の忘れもの - 「白組」名義
- 「パレオはエメラルド」に収録
  - 積み木の時間
- 「オキドキ」に収録
  - 初恋の踏切
- 「片想いFinally」に収録
  - はにかみロリーポップ - 「白組」名義
  - 今日までのこと、これからのこと

### アルバムCD選抜楽曲
AKB48名義
- 「ここにいたこと」に収録
  - ここにいたこと - 「AKB48+SKE48+SDN48+NMB48」名義

### 劇場公演ユニット曲
研究生公演「PARTYが始まるよ」
- キスはだめよ

 チームS 3rd Stage「制服の芽」
- 女の子の第六感（新海里奈のユニットアンダー）

 チームKII 2nd Stage「手をつなぎながら」公演
- 雨のピアニスト（佐藤聖羅のユニットアンダー）

 チームE 1st Stage「パジャマドライブ」公演
- 鏡の中のジャンヌ・ダルク
- 天使のしっぽ（木本花音のユニットアンダー）

## 出演

### ラジオ
- 小倉ちゃちゃちゃラジオ『初恋居酒屋』2016年8月31日公開収録(19:15～20:15 場所：OFFICE HIGUCHI)に今出舞と一緒にゲスト出演。[10]

### CM
- 2015年8月「買取タマ」[11]

### ファッションショー
- 2015年8月 第3回「AKIBA TOKYO COLLECTION」

### 舞台
- アリスインプロジェクト×オレンヂスタ「アリスインデッドリースクール オルタナティブ・NAGOYA」（2015年6月10日 - 14日、うりんこ劇場） - 氷鏡庵 役[12]
- アリスインプロジェクト「アリスインデッドリースクールビヨンド」[13]（2015年8月12日 - 23日、シアターKASSAI） - 界原依鳴 役
- 株式会社FreeK主催「サンドイッチの作り方」（2015年9月19日 - 22日、銀座みゆき館劇場） - 小松恵美 役
- モリのアサガオ（2015年10月20日 - 25日、中目黒キンケロシアター） - Wヒロイン・望月加奈  役[14]
- 舞台版「レーカン!」（2015年11月13日、日本芸術専門学校大森校劇場） - ゲスト出演[15]
- ベニバラ兎団「絢爛ベルエポック」（2015年12月16日 - 20日、CBGKシブゲキ!!） - 夕霧 役[16]
- 第2回 SANETTY Produce 「Over Smile」（2016年2月10日 - 15日、新宿村LIVE） - メアリー・ケンタッキー役[17]
- アリスインプロジェクト「戦国降臨ガール・インターナショナル[18]」（2016年3月11日 - 13日、香港・同流黑盒劇場）[19]
- 舞台版「てーきゅう〜先輩とめぐりあう時間たち〜」（2016年3月21日、日本芸術専門学校大森校劇場） ツースリーとしてゲスト出演 [20]
- Showman's「ドリームレスキュー・言うことナース!〜いちもにもなくエピソード3〜[21]」（2016年4月20日 - 24日、新宿村LIVE） - ヤマシナ・エム 役（原望奈美とのW主演）[22]
- アリスインプロジェクト「チェンジングホテル NAGOYA[23]」（2016年6月8日 - 13日、うりんこ劇場） - 白沢結月 役
- 舞台「のぶニャがの野望 番外公演 ねこ軍議 ～飼い猫はどいつニャ？～」 [24]（2016年8月5日 - 14日、東京公演 / 8月20日 - 21日、滋賀公演）- おミーちの方 役
- アリスインプロジェクト「戦国降臨ガールインターナショナルTOKYO・完全版[25]」（2016年10月7日 - 10日、築地本願寺ブディストホール） - 明鈴 役
- 舞台「鬼切丸伝～源平鬼絵巻～」[26] （2017年1月18日 - 22日、六行会ホール）- 茨城童子 役
- 舞台「BOX-SING ～3ROUND／4ROUND～」[27]（2017年7月12日 - 18日、TACCS1179） - 倫緒菜 役
- ハイスペックトラックス公演 舞台「BOX-SING ～5ROUND～」[28]（2017年8月30日 - 9月3日、新宿 スターフィールド劇場）- ハナビ 役
- ハイスペックトラックス公演 舞台【BPMD】[29]（2017年10月18日 - 22日、新宿 スターフィールド劇場）
- 舞台「チェンジングホテル・TOKYO」[30]（2017年12月13日 - 17日、新宿村LIVE） - 能代みさき役

### 映画
- 「にっちもさっちも」 - 主人公・舞の同級生「恵里伽」役[4][31]
- 「パーポーピーポー」 - にっちもさっちもの続編映画に主演。[5]

### イベント
- アリスインアリス＆フレンズ 2015ファイナル（2015年12月23日、代アニライブステーション） - 昼の部・ゲスト[32]
- TOKYO IDOL FESTIVAL 2016  - 戦国降臨ガールとして出演[33]
- 【山田恵里伽&青柳伽奈生誕祭】“ふたりまとめてニュースリー”[34]（2016年12月4日、渋谷ガレージパーク）
- PKP祭り2016[35]（2016年12月10日、ミューズ音楽院 本館ホール）
- PKP祭り vol.3[36]（2017年5月6日、ミューズ音楽院 本館ホール）
- SKE48 木﨑ゆりあ卒業公演（SKE48劇場）- 3期生として出演[37]
- PKP祭りvol.6 クリスマスイベント（2017年12月23日、ミューズ音楽院 本館ホール）- 1部・2部に出演
- DERAGAYA! XmasイブSpecial企画～彼女と誕生日&クリパやってるなう。に使っていいよ。～[38]（2017年12月24日、名古屋 伏見ジャミン）